# Czarnów (powiat piaseczyński)
Czarnów – wieś sołecka w Polsce położona w województwie mazowieckim, w powiecie piaseczyńskim, w gminie Konstancin-Jeziorna.
| SIMC    | Nazwa        | Rodzaj    |
| ------- | ------------ | --------- |
| 0003748 | Nowy Czarnów | część wsi |

W latach 1975–1998 miejscowość należała administracyjnie do województwa warszawskiego.
Wieś powstała w 1858 r. w wyniku wyodrębnienia z majątku Żabieniec. Nazwa Czarnów pochodzi od nazwiska Juliana Czarnowskiego, który w dniu 17 grudnia 1858 r. wydzielił z dóbr Chylice kolonię o tej nazwie, w której osiedlił 13 mieszkańców pobliskiej wsi Wierzbno.
Do połowy lat 70. XX w. była to typowa wieś rolnicza, z bardzo słabymi ziemiami, zwarta, z zabudową parterową, leżąca wśród pól, ale otoczona zwartymi kompleksami młodego lasu (nasadzenia powojenne) należącymi do Lasów Chojnowskich. Jej mieszkańcy pracowali głównie w Konstancinie-Jeziornie lub w Piasecznie. Lokalnym ośrodkiem, do którego zawsze ciążył Czarnów, jest dzielnica Konstancina o nazwie Skolimów (sklepy, poczta, posterunek policji, przychodnia, parafia).
W okresie 1943-1944 rozstrzelano ok. 120 Polaków i Żydów. Zwłoki pochowano w lesie.
W połowie lat 70. XX w. nastąpiło ożywienie wsi z powodu rozpoczęcia wykupu z rąk miejscowych właścicieli działek na dużej polanie położonej na zachód od wsi, głównie przez mieszkańców Piaseczna i Warszawy, początkowo wzdłuż nieistniejącej jeszcze wtedy ulicy Powstańców Warszawy, będącej jedną z dróg polnych. Droga ta została z czasem, w latach 80., nazwana nieformalnie ul. Pirka, od imienia pierwszego psa, jamnika, który zakończył tam żywot. Jej właściciel, przy akceptacji sąsiadów, umieścił wtedy na ogrodzeniach typowe szyldy z nazwą ulicy. Było to potrzebne również dlatego, że w tym okresie również wiele terenów przy sąsiednich drogach polnych zostało ogrodzonych rozrastającą się zabudową, pierwotnie daczową, a z czasem także pierwszymi murowanymi domami mieszkalnymi, do których na stałe zaczęli się przeprowadzać dotychczasowi działkowcy, i ul. Pirka stała się miejscem wyróżniającym się, ułatwiającym orientację wśród wielu podobnych i równomiernie rozmieszczonych przecznic. Ulica Powstańców Warszawy była też pierwszą w całości sprzedaną i zabudowaną nowymi budynkami ulicą w tej nowej części wsi.
W latach 80. wieś doczekała się pierwszej asfaltowej drogi, prowadzącej, co naturalne, właśnie do Skolimowa. W tym okresie zaczęły powstawać również pierwsze wielokondygnacyjne domy jednorodzinne w części wsi zamieszkiwanej przez dotychczasowych mieszkańców.
W latach 90. we wsi pojawiły się pierwsze sklepy i zakłady usługowe. W 2022 wszystkie są już zamknięte.
W wiek XXI wieś weszła już praktycznie cała przeobrażona. Większość starych mieszkańców porzuciła zajęcia rolnicze z powodu wyprzedania ziemi nowym osadnikom, a zarówno stara, jak i nowa część wsi, leżące dotychczas w szczerym polu, porosły już intensywną roślinnością leśną, sadami, czy też drzewami parkowymi, zlewając się w wielu miejscach ze ścianą otaczających wieś Lasów Chojnowskich. Obecnie Czarnów jest drugą pod względem liczby ludności wsią gminy Konstancin-Jeziorna.
W 2009 r. sołtys Czarnowa – Małgorzata Wojakowska-Żeglińska – została jednym z 12 laureatów VII edycji konkursu „Sołtys Roku” organizowanego przez „Gazetę Sołecką" i Krajowe Stowarzyszenie Sołtysów, odbierając nagrodę na uroczystości w Senacie RP.
W 2012 r. wycięto uschnięty pomnikowy dąb, od którego główna ulica Nowego Czarnowa nosi nazwę ulicy Starego Dębu. W tym samym roku powstało pierwsze połączenie autobusowe łączące Czarnów z Konstancinem-Jeziorną.